# Stary Folwark (województwo opolskie)
Stary Folwark – osada w Polsce położona w województwie opolskim, w powiecie kluczborskim, w gminie Wołczyn.
W latach 1975–1998 osada należała administracyjnie do województwa opolskiego.